# Палеохори
Палеохори (грч. Παλαιοχώρι) је насељено место у  општини Кушница у периферији Источна Македонија и Тракија, Грчка. Према попису из 2021. године било је 1.114 становника.
Према бугарском географу и историчару, Василу Канчову, у Палеохорију је 1900. године живело 500 Грка и 450 Турака. Двадесетих година 20. века турско становништво је принудно исељено у Турску а на њихово место су насељене грчке избегличке породице, укупно 1.051 особа. На попису из 1928. године Палеохори је имао 1.892 становника.